# Penalty (fútbol americano y canadiense)

Aquí se indica la posición de cada oficial en un campo de juego, son los círculos de color blanco.

En el fútbol americano un'penalty, penalización, infracción, o un "castigo" es una sanción marcada en contra de un equipo por una violación de las reglas de juego y es llamada "foul". Los oficiales normalmente señalan esas penalizaciones arrojando un pañuelo de castigo de color amarillo (fútbol americano) o anaranjado (fútbol canadiense) dentro del campo de juego en o cerca del lugar del foul. En la mayor parte de las penalizaciones el resultado es el movimiento del balón hacia la zona de anotación del equipo que realizó ese foul; usualmente 5, 10 o 15 yardas en contra, dependiendo del mismo foul. Algunas penalizaciones en contra de los equipos defensivos también resultan en la marcación de un primer down automático, mientras que unas cuantas penalizaciones del equipo ofensivo resultan en la pérdida automática de un down. En algunos casos, dependiendo del lugar del foul, el balón es movido solo la mitad de la distancia en lugar del número usual de yardas, principalmente cerca de la línea de gol, o el equipo defensivo anota automáticamente un safety.

## Fundamentos
Debido a que el fútbol americano es un deporte de alto contacto que requiere de un cierto balance entre los equipos ofensivos y defensivos, existen muchas reglas que regulan la equidad, la seguridad, el contacto y las acciones de los jugadores de cada equipo. Por lo tanto se ha desarrollado un sistema elaborado de fouls y penalizaciones para que el castigo sea proporcional a la falta realizada y de esa manera mantener un balance entre el seguimiento de esas reglas y el flujo de partido. Los jugadores y los entrenadores están buscando constantemente maneras de encontrar una ventaja que amplie las limitaciones impuestas por las normas. Además, la frecuencia y la gravedad de los fouls pueden hacer una gran diferencia en el resultado de un juego, por lo que los entrenadores están buscando constantemente maneras de reducir al mínimo el número y la gravedad de las infracciones cometidas por sus jugadores.

## Señalización de las faltas y sus sanciones
Los oficiales siempre deben marcar cualquier falta cometida lanzando un pañuelo de color amarillo (o anaranjado) en el campo de juego a favor o en el lugar de la falta. Debido a esto, los medios de comunicación y los aficionados suelen utilizar el término "flag" como sinónimo para hacer referencia a las faltas durante el juego (lo mismo sucede países como México, pero en vez de la palabra "flag" se usan otras como castigo, pañuelo, falta, infracción, etc).
Durante un juego, varios oficiales pueden penalizar una misma jugada, y varios indicadores pueden ser lanzados por faltas distintas en la misma jugada. Si procede, el mismo oficial puede señalar faltas adicionales en una jugada dada lanzando una bolsita (beanbags) o su gorra. Cuando los oficiales lanzan un pañuelo durante un down, el juego se detiene hasta que la pelota queda muerta en condiciones normales, como si no hubiera sanciones.
Una vez que la pelota está muerta, o inmediatamente después de que se marca una falta después o antes del snap, el réferi, el o los oficiales que lanzaron sus pañuelos y otros oficiales que pudieron ver la jugada se reúnen para llegar a un consenso sobre si realmente se ha cometido una infracción, cual falta fue y quien la cometió. La determinación final y la evaluación de la pena es de responsabilidad exclusiva del réferi. Entonces él realizará unas señales corporales visuales para sea de conocimiento público para todos los aficionados, jugadores, entrenadores y medios de comunicación cuales fueron las faltas que se cometieron y el equipo que las cometió, la última señal corporal, en la que se extiende el brazo, se realiza para señalar hacia la zona de anotación del equipo infractor.
El réferi consulta con el capitán del equipo ofendido para averiguar si el equipo ofendido rechaza la falta o toma el yardaje de la misma. En ciertas situaciones, el yardaje ganado en la jugada puede ser más ventajoso para el equipo ofendido, sobre todo, por ejemplo, si el tiempo se está agotando antes de llegar al medio tiempo y se obtuvo una ganancia de 7 yardas en la jugada y esa ganancia es una mejor opción que el yardaje ganado por una infracción de 5 yardas. Sin embargo, hay ciertas situaciones en que el réferi no necesite hablar con el capitán del equipo, porque la aplicación de la falta es totalmente obvia (por ejemplo, una salida en falso u otras infracciones marcadas antes del snap) o cuando la elección es bastante obvia (como cuando la defensiva comete una falta durante una jugada en la que se logra anotar un touchdown).
Después de una conferencia final, el árbitro hace las señales visuales que describen la falta al detalle, que consisten en:
- La falta que se cometió.
- El equipo que la ha cometido.
- Si el equipo contrario elige declinar o rechazar la falta.
- Y el down resultante o la posesión del balón.

En los niveles universitario, NFL y otras ligas profesionales, y en algunos partidos de preparatoria, el réferi también anuncia las faltas y sus sanciones en un micrófono inalámbrico a los miembros de los equipos, la multitud en las gradas, y los espectadores o los oyentes de la emisión por televisión/radio del partido. En el fútbol universitario y profesional, el árbitro también dar a conocer los números de los jugadores que cometieron las faltas. Durante estos anuncios a través del micrófono, el árbitro no suele utilizar los nombres de los respectivos equipos o de sus ciudades, sino que más bien utilizan los términos genéricos "infracción", "defensiva", "equipo que patea", "equipo receptor", etc.

### Imágenes de los posibles pasos a seguir al marcar una falta y su penalización

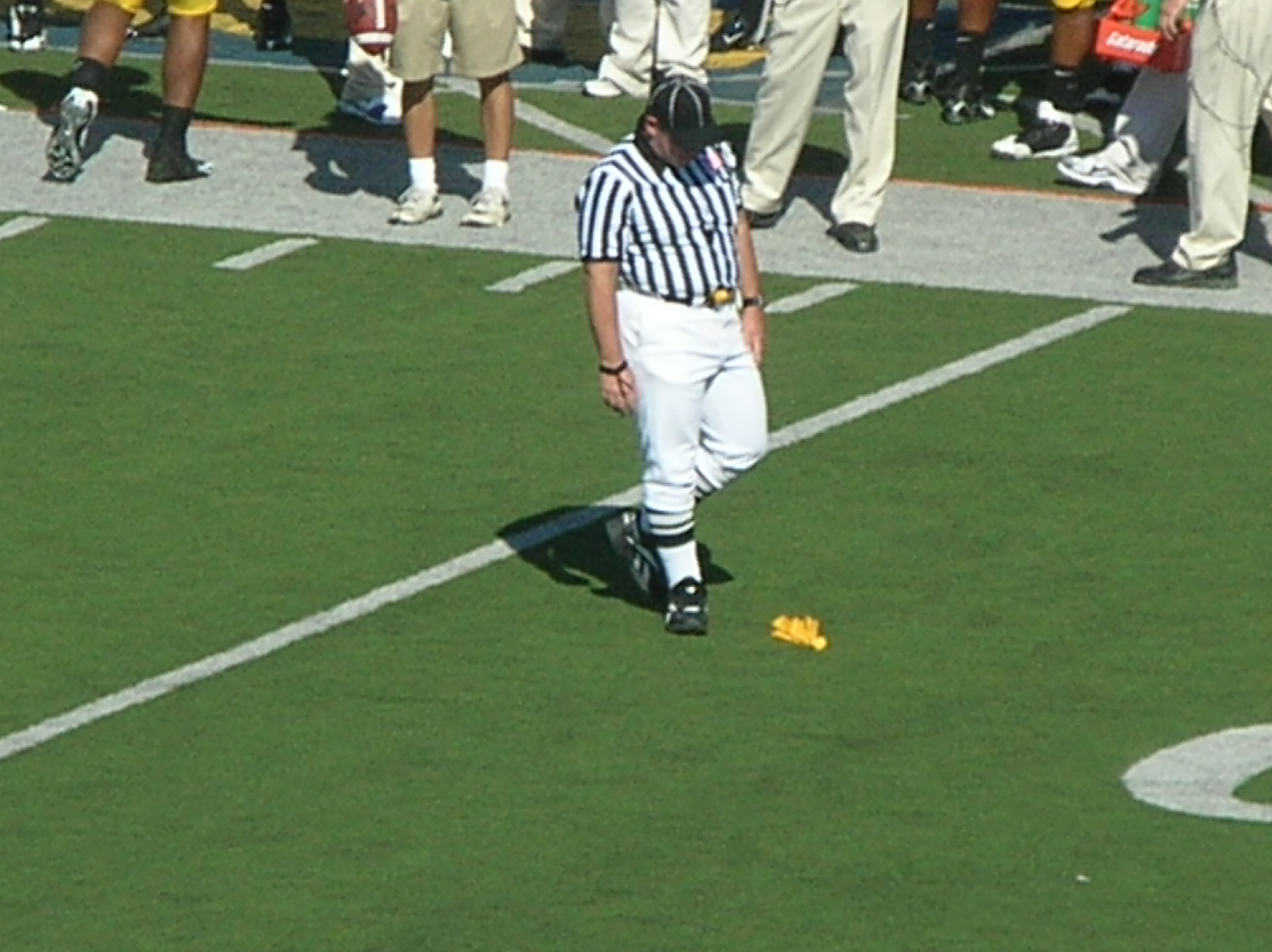
Paso 1: Un oficial recogiendo un pañuelo de castigo arrojado en el campo de juego al marcar una falta probable.
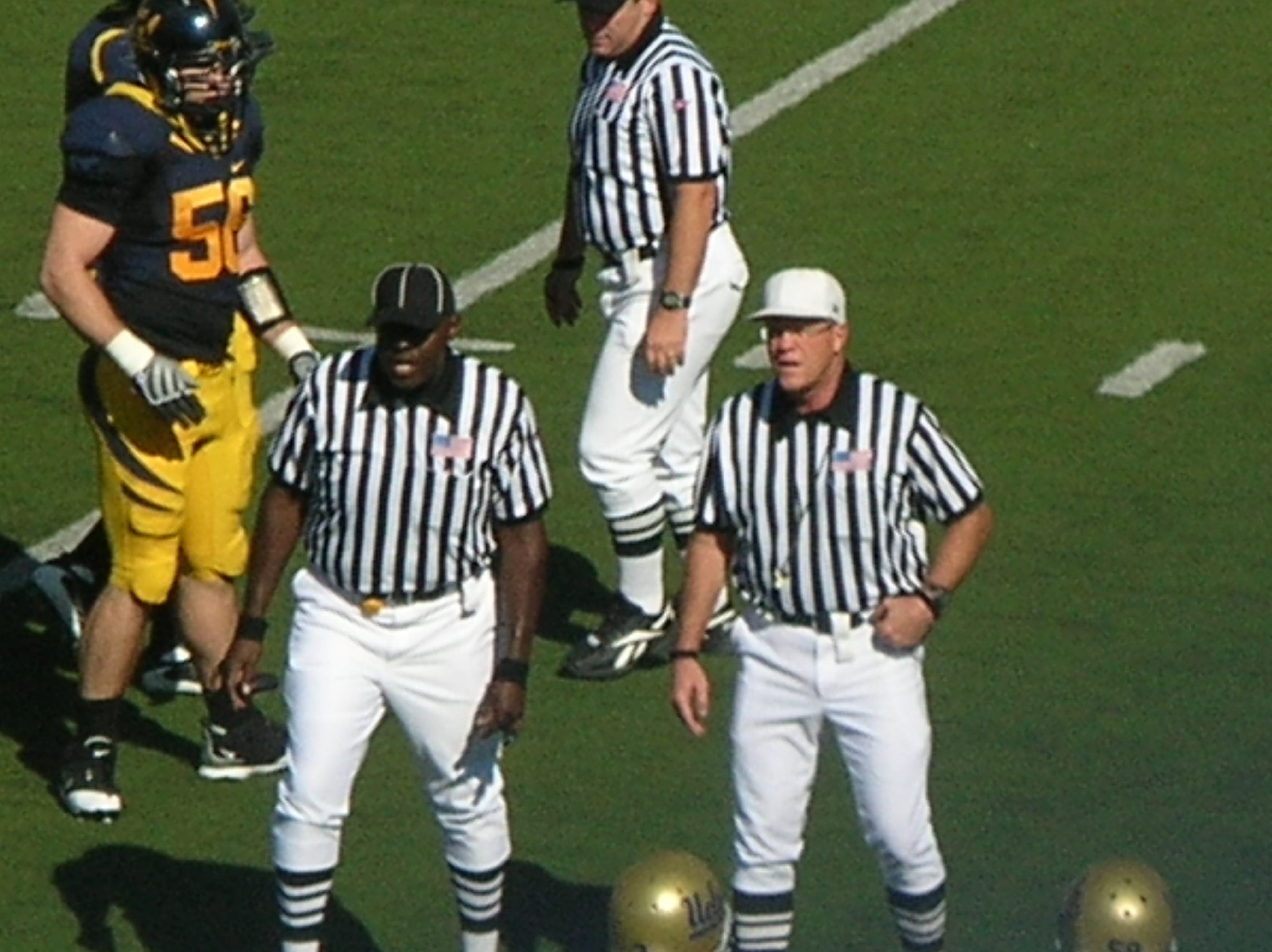
Paso 2: Un oficial señalando la falta probable.
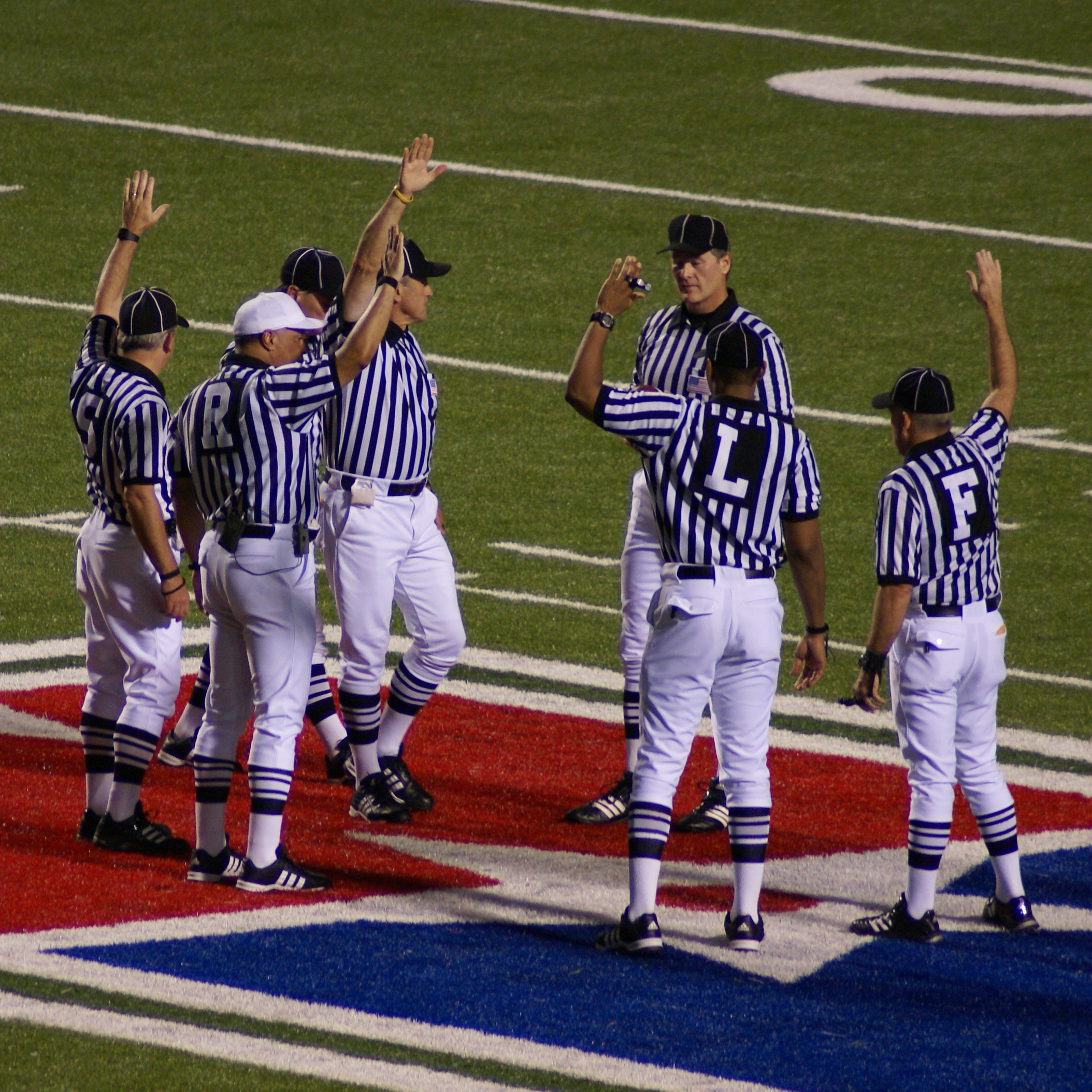
Paso 3: Oficiales reunidos para llegar a un consenso y determinar las faltas cometidas.
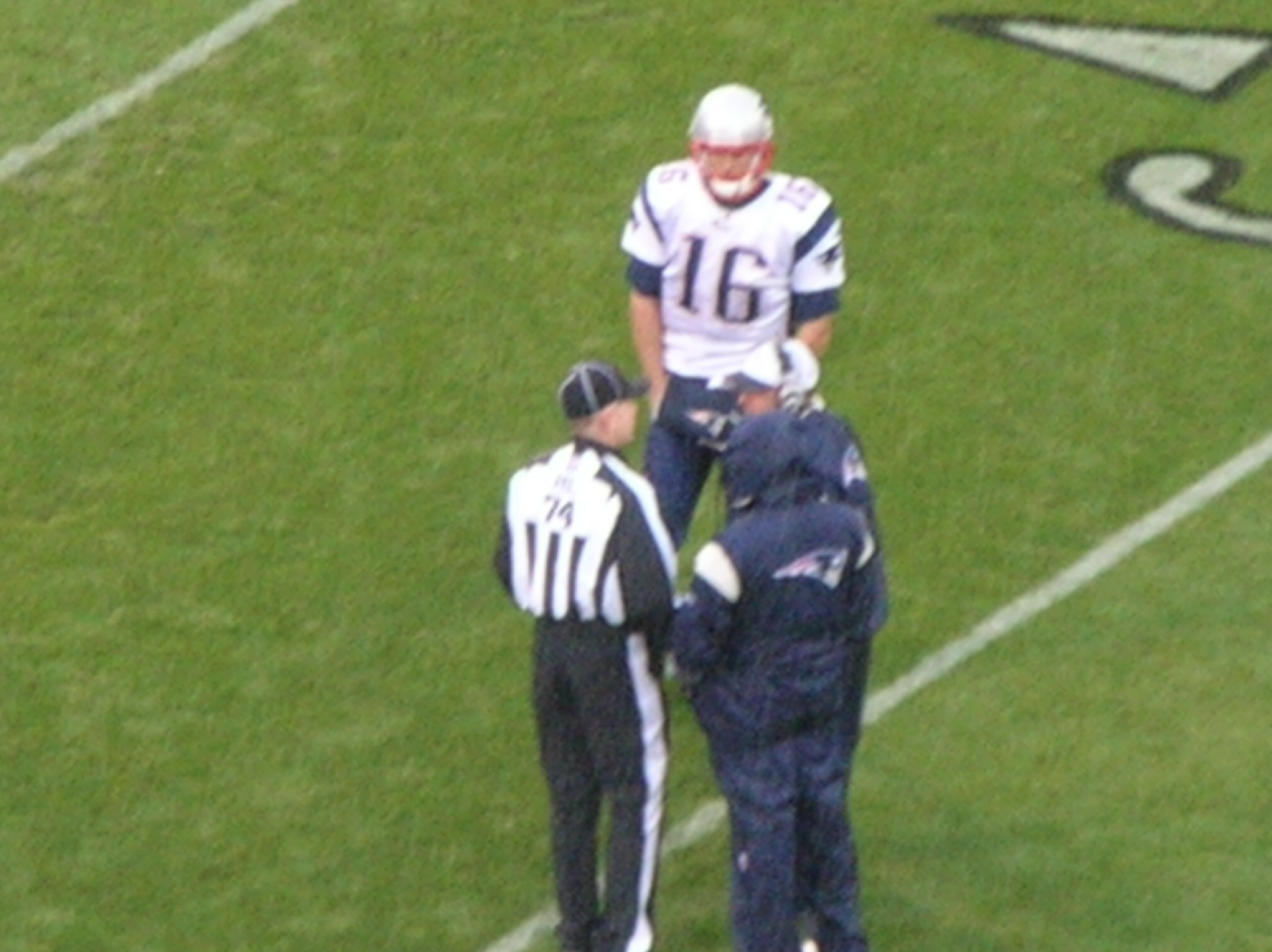
Paso 4: Un oficial hablando con un capitán de equipo y su entrenador en jefe, para saber si aceptan el yardaje de una falta o si rechazan la misma.
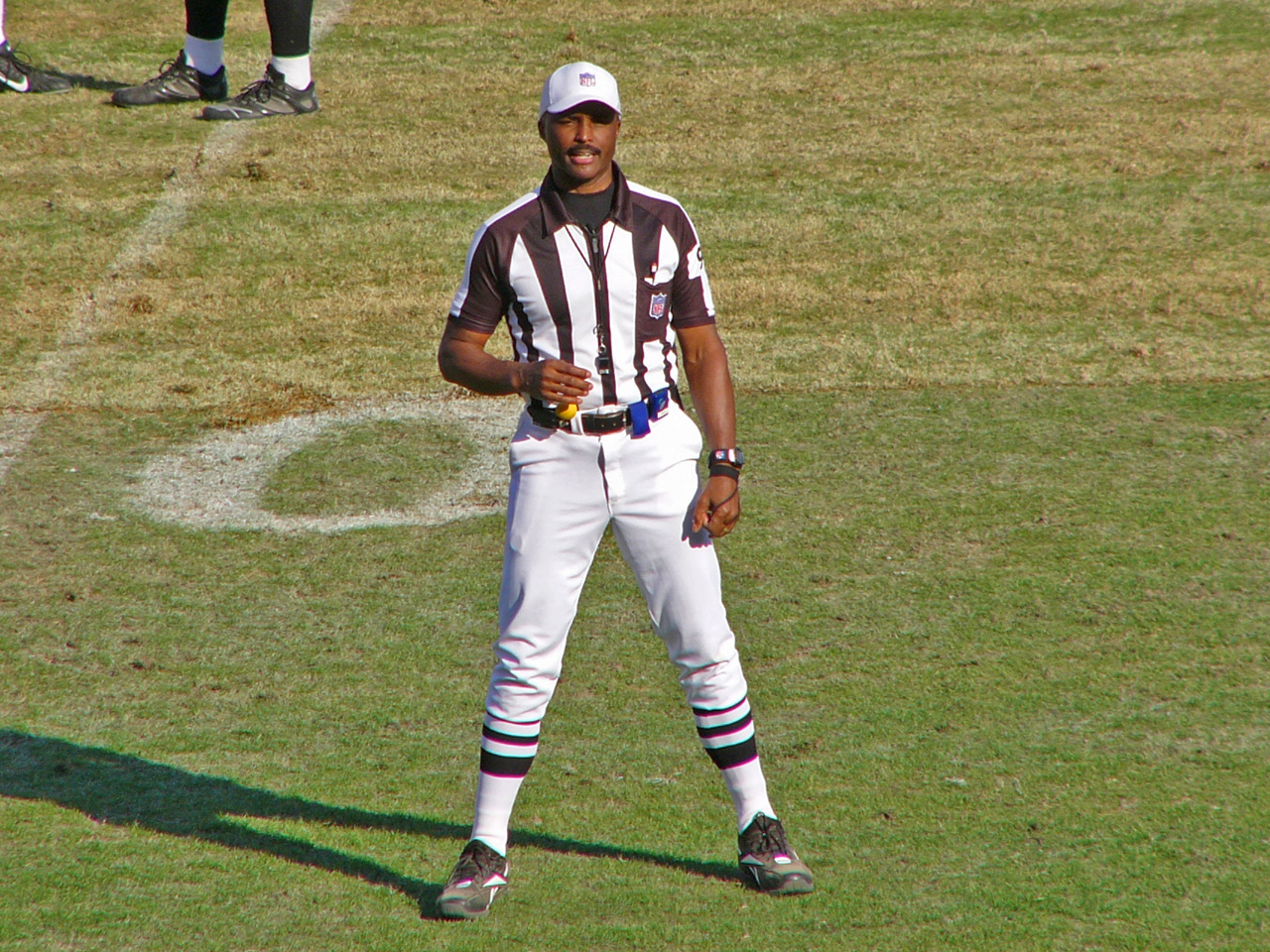
Paso 5: Un referee finalmente da a conocer de manera oficial cual fue la falta cometida y su penalización, junto con la aceptación de la misma por parte del equipo ofendido o su rechazo.

## Tipos generales de sanciones
Los siguientes son los tipos generales de aplicación de sanciones. Los reglamentos específicos pueden variar dependiendo de la liga, conferencias o el nivel al que se juegue.
La mayoría de las sanciones dan como resultado la repetición del down y moviendo el balón hacia la zona de anotación del equipo infractor. La distancia suele ser de 5, 10 o 15 yardas, dependiendo de la falta. Sin embargo, estas sanciones, cuando se imponen cerca de la línea de gol, tienen un límite determinado de la mitad de la distancia a la línea de gol del equipo infractor.
Dependiendo de la falta, el lugar donde se aplica la pena puede ser en el lugar de la falta, el punto anterior (la línea de golpeo, donde comenzó el down), el lugar donde fueron realizado el snap, donde hubo un fumble o un pase hacia atrás, o el punto siguiente (la línea de golpeo del siguiente down).
Algunas penas defensivas dan a la ofensiva un primer down automático. Por el contrario, algunas sanciones de la ofensiva en la pérdida de down (pérdida del derecho a repetir el down). Si la falta le da al equipo ofensivo las yardas suficientementes para ganar un primer down, entonces reciben un primer down. Sin embargo, si la ofensiva comete una falta en su propia zona de anotación la defensiva anota un safety, si la falta es aceptada.
Si la defensa comete una falta en la última jugada de cualquier cuarto, la ofensiva tiene por lo general la opción de aceptar la falta y repetir el down con el reloj de juego en ceros (00:00). Por el contrario, en la mayoría de los casos en que la ofensiva comete una falta durante la última jugada antes del medio tiempo, la jugada en la que se cometió la falta por lo general se anula y termina la primera mitad del partido.
Se conoce como una "doble falta" cuando ambos equipos cometen una falta durante una misma jugada, independientemente de la gravedad de cualquiera de las faltas, en este caso ambas suelen ser anuladas y el down se repite. Sin embargo, las dos faltas deben cometerse en el mismo período de tiempo. Por ejemplo, dos faltas durante una jugada al mismo tiempo se pueden anular una a la otra y se repite el down, pero en el caso de una falta durante la jugada y un foul personal tras terminar la jugada, no. Dos fouls personales después de que termina una jugada se pueden anular, aunque esto no se marca a menudo. En la NFL, una falta de mayor yardaje (15 yardas) realizada por un equipo no anula a una falta de menor yardaje (5 yardas) del equipo contrario.

## Listado de infracciones
En la NFL, la mayor parte de las penalizaciones defensivas tienen como resultado un primer down automático. Las excepciones son los castigos como offside, encroachment, infracción de la zona neutral, retraso de juego, substitución ilegal, pedir tiempos fuera en exceso, golpear a un kicker y tener a más de 11 jugadores en el campo de juego. En estos casos, la penalización en yardas se aplica según el reglamento. Si este yardaje tiene como resultado un primer down, entonces comienza una serie nueva de downs.
Notas: 
- Se provee una castellanización, ya que los medios deportivos y los aficionados en algunos lugares de Latinoamérica han "castellanizado" muchos términos, principalmente en México.[2][3] Hay términos que no han sido castellanizados del todo.
- Si se hace notar las frases "la ofensiva" o "la defensiva", esto refiere al equipo ofensivo o al equipo defensivo.

| Penalty                                                       | Castellanización                                   | Descripción de la falta | Imagen Si existe una disponible en Commons | Señalización del oficial | Yardaje | Yardaje                                                                            | Yardaje                                                |
| Penalty                                                       | Castellanización                                   | Descripción de la falta | Imagen Si existe una disponible en Commons | Señalización del oficial | NFL | NCAA                                                                               | Preparatoria                                           |
| ------------------------------------------------------------- | -------------------------------------------------- | --- | ------------------------------------------ | --- | --- | ---------------------------------------------------------------------------------- | ------------------------------------------------------ |
| Block in the back. (ofensiva, defensiva o equipos especiales) | Bloqueo por la espalda.                            | Un bloqueador hace contacto por detrás y por encima de la cintura con un jugador opuesto que no lleva el balón. |                                            | Un brazo extendido al frente del cuerpo de manera horizontal. La otra mano agarra la muñeca de la primera mano y la empuja hacia fuera.                                                                                | 10 yardas. | 10 yardas.                                                                         | 10 yardas.                                             |
| Blocking below the waist.                                     | Bloqueo por debajo de la cintura.                  | Es un bloqueo ilegal realizado desde cualquier dirección por debajo de la cintura, hecho por cualquier jugador defensivo o por un jugador ofensivo bajo ciertas situaciones, por cualquier jugador de nivel de preparatoria con algunas excepciones. En ocasiones se le confunde con otro bloqueo ilegal llamado "chop block". |                                            | Ambas manos hacia abajo, las muñecas hacia adentro, en un movimiento de corte en la parte delantera de los muslos. | 15 yardas. | 15 yardas.                                                                         | 15 yardas.                                             |
| Chop Block. (ofensiva)                                        | Bloqueo de tajo o bloqueo de corte.                | Un jugador ofensivo trata de realizar un "cut block" a un jugador defensivo que está siendo bloqueado por otro jugador defensivo en la parte alta de su cuerpo. El segundo bloqueo podría ser debajo de los muslos o en la rodilla, dependiendo del nivel al que se juegue. |                                            | Los brazos extendidos junto al cuerpo, las palmas hacia afuera, a continuación, se mueven los brazos hacia la parte superior del muslo, en un movimiento de corte.                                                     | 15 yardas. | 15 yardas.                                                                         | 15 yardas.                                             |
| Clipping. (ofensiva, defensiva o equipos especiales)          | Bloqueo ilegal por la espalda.                     | Un bloqueador hace contacto con un jugador contrario que no lleva el balón por la espalda y en/debajo de la cintura. |                                            | Se hace un movimiento de corte en la parte posterior del muslo con la mano. | 15 yardas; primer down automático si es cometido por la defensiva.                                              | 15 yardas; primer down automático si es cometido por la defensiva.                 | 15 yardas.                                             |
| Delay of game. (ofensiva, defensiva o equipos especiales)     | Retraso de juego.                                  | Cualquier acción que retrase el comienzo de la siguiente jugada. A la ofensiva, esto significa no "centrar" o entregar el balón al quarterback antes de que el reloj de juego llegue a cero. También puede incluir realizar un spike con el balón. En la defensiva, esto ocurre cuando un jugador obstaculiza la realización rápida de la siguiente jugada o snap. Esto ocurre con mayor frecuencia en los últimos dos minutos de la mitad cuando la ofensiva está tratando de avanzar por el campo de juego a toda prisa. También se puede marcar un retraso de juego a la defensiva si un jugador hace un "spike" con el balón después del final de una jugada. En los equipos especiales, ocurre cuando el equipo de regreso de kicks o punts corre después de haber pedido una recepción libre o fair catch, o si los jugadores de la defensiva no se retiran rápido de una aglomeración de jugadores al final de esa jugada. |                                            | Se cruza un brazo para descansar sobre el otro, o se cruzan los brazos uno sobre el otro hasta que cada brazo toca el hombro del lado opuesto.                                                                         | 5 yardas. | 5 yardas.                                                                          | 5 yardas.                                              |
| Encroachment. (defensiva)                                     | Fuera de lugar con contacto.                       | Antes de un "snap", un jugador defensivo cruza ilegalmente la línea de scrimmage, haciendo contacto con un jugador contrario, o puede tener campo abierto para alcanzar al quarterback. En preparatoria, esto incluye cualquier cruce de la zona neutral por parte de la defensiva, ya sea que haga contacto o no. En cualquier nivel no se permite el comienzo de la jugada. |                                            | Una mano a cada lado de la cintura. | 5 yardas. | 5 yardas.                                                                          | 5 yardas.                                              |
| Equipment violations.                                         | Violación de equipamiento.                         | Cualquier jugador en el partido que no tenga completo su equipamiento de seguridad (protección bucal, hombreras, musleras, coderas), sin el barbiquejo propiamente ajustado o en violación de normas acerca de las prendas de vestir (por ejemplo a nivel NCAA se requiere el uso de medias o calcetas). |                                            | Se coloca una mano detrás de la cabeza. | No se aplica este castigo a nivel profesional.                                                                  | Se marca un tiempo fuera y se le carga al equipo del jugador que cometió la falta. | 5 yardas.                                              |
| Face mask. (ofensiva, defensiva o equipos especiales)         | Sujetando de la máscara o agarrando de la máscara. | Un jugador sujeta la "máscara del casco" o las "barras del casco" de otro jugador mientras intenta bloquearlo o tacklearlo. En la NFL, la sujeción de la máscara y el tirón o torción de la misma debe ser intencional para ser penalizado. En la NCAA, se considera como foul si se sujeta y tuerce la máscara. En preparatoria, cualquier sujeción de la máscara, cualquier acción que haga que se caiga el casco o abra la sujeción del barbiquejo del casco es considerado como foul, aunque la sujeción y torción acarrean penalizaciones más severas que de manera incidental. |                                            | Un brazo en frente del cuerpo, el antebrazo extendido verticalmente. La mano se cierra en un puño delante de la cara y se tira hacia abajo.                                                                            | 15 yardas, primer down automático.                                                                              | 15 yardas, primer down automático.                                                 | 15 yardas, o 5 yardas si fue incidental.               |
| False start. (ofensiva)                                       | Salida en falso.                                   | Un jugador ofensivo se mueve ilegalmente e invade la zona neutral antes de que se realice un snap. Ya que el balón no es movido, el down no comienza. Cualquier jugador que se ha colocado en su posición de juego antes del snap y se mueva de manera que simula el comienzo de la jugada. |                                            | Los dos brazos colocados horizontalmente delante del pecho con los puños cerrados rotando alrededor un puño del otro (la misma señal que los árbitros de baloncesto utiliza para señalar "traveling" o "caminando").   | 5 yardas. | 5 yardas.                                                                          | 5 yardas.                                              |
| Helmet-to-helmet collision. (ofensiva o defensiva)            | Golpe casco con casco.                             | Es el acto de golpear el casco de un jugador en el casco de otro jugador. También puede resultar en una multa o suspensión. |                                            | | 15 yardas. | 15 yardas.                                                                         | 15 yardas.                                             |
| Holding. (ofensiva o defensiva)                               | Sujetando o agarrando.                             | Es la sujeción ilegal o tirón de un jugador oponente que no trea el balón al tratar de evitar un bloqueo o cubrir un receptor. Es una de las faltas más comunes. Si se marca esta falta en la end zone del equipo ofensivo el resultado será un safety. |                                            | Elevar un brazo por delante del cuerpo y agarrando la muñeca con la mano opuesta. | Ofensiva, 10 yardas; defensiva, 5 yardas y primer down automático.                                              | Ofensiva, 10 yardas; defensiva, 10 yardas.                                         | 10 yardas (y la repetición del down).                  |
| Horse-collar tackle.                                          | Tackleo de las hombreras.                          | Es el tackleo ilegal hecho por un jugador sobre otro sujetándolo y jalándolo hacia abajo tomándolo por la parte interna posterior de las hombreras o del jersey. |                                            | Elevar un brazo al lado del cuerpo con el codo doblado, de modo que el puño cerrado esté situado cerca del cuello. El puño luego se aparta del cuello, en un movimiento horizontal.                                    | 15 yardas. | 15 yardas.                                                                         | 15 yardas.                                             |
| Illegal batting. (ofensiva)                                   | Bateo ilegal.                                      | Cualquier bateo intencional de un balón suelto o una pelota en posesión de un jugador. El bateo es legal en ciertas situaciones limitadas, como el bloqueo de una patada o desviar un pase hacia adelante (cualquier jugador elegible podrá batear un pase hacia adelante en cualquier dirección). |                                            | (NFL) Los dos brazos extendidos a cada lado, con los codos doblados hacia el cuerpo y las yemas de los dedos tocando los hombros de los brazos. (NCAA/Preparatoria) Igual que el anterior, pero con un solo brazo.     | 10 yardas. |                                                                                    | 15 yardas.                                             |
| Illegal contact. (defensiva)                                  | Contacto ilegal.                                   | Realizar un contacto importante con un receptor después de que el receptor ha avanzado más de 5 yardas a partir de la línea scrimmage. El contacto ilegal es marcado solo si el quarterback aún está dentro de la bolsa de protección y el balón aún está en sus manos. Esta regla fue adoptada en 1978, y se ha considerado que esa regla ha ayudado al incremento de la eficiencia de pase que se ha experimentado en la NFL desde ese año. |                                            | Uno de los brazos se mueve hacia adelante en un movimiento de empuje hacia fuera, con la palma de la mano abierta hacia afuera (los dedos hacia arriba)                                                                | 5 yardas y un primer down automático.                                                                           | No existe.                                                                         | No existe.                                             |
| Illegal formation.                                            | Formación ilegal.                                  | Menos de 7 jugadores se alinean en la línea de scrimmage (NFL/preparatoria); más de 4 jugadores en el backfield (solo NCAA); receptores elegibles no se alinean como los jugadores más a la izquierda y a la derecha en la línea de scrimmage (NFL), o cuando cinco jugadores no elegibles no se alinean. |                                            | Los dos brazos se colocan horizontalmente delante del pecho con los puños cerrados rotando alrededor un puño del otro (la misma señal que los árbitros de baloncesto utilizan para señalar "traveling" o "caminando"). | 5 yardas. | 5 yardas.                                                                          | 5 yardas.                                              |
| Illegal forward pass. (ofensiva)                              | Pase ilegalmente lanzado.                          | Un pase adelantado es lanzado más allá de la línea de scrimmage, después de un cambio de posessión o cuando un se lanza un segundo pase en la misma jugada. |                                            | Una mano abierta por detrás de la espalda, se hace una señal de saludo (se mueve la mano de arriba hacia abajo en más de una ocasión).                                                                                 | 5 yardas desde el punto de la falta y pérdida de down.                                                          | 5 yardas desde el punto de la falta y pérdida de down.                             | 5 yardas desde el punto de la falta y pérdida de down. |
| Illegal hands to the face                                     | Manos a la máscara                                 | Empujar o golpear a un jugador a la ofensiva en la cabeza o casco. |                                            | (NFL/NCAA) Un puño abierto con un movimiento de empuje hacia la barbilla del oficial; (preparatoria) Misma señal que en "holding".                                                                                     | 10 yardas si es cometida por la ofensiva, 5 yardas y un primer down automático si es cometida por la defensiva. | 10 yardas.                                                                         | 10 yardas.                                             |

## La regla de los 10 segundos
En la NFL, se marca una falta de "10 segundos" si la ofensiva comete cualquiera de estas acciones dentro del último minuto final de cualquiera de las dos mitades de un partido:
1. Una falta hecha por cualquier equipo que evite que realice un último snap.
2. Un pase intencionalmente incompleto.
3. Un pase ilegal realizado adelante de la línea de scrimmage.
4. Un pase atrasado fuera del campo de juego.
5. Aventar al aire o al suelo del terreno de juego después de un down (a menos de que se haya anotado un touchdown)
6. Cualquier otra acción intentional que provoque que se detenga el reloj de juego.